# Gabriel Okoundji
Gabriel « Mwènè » Okoundji, né le 9 avril 1962 à Okondo, village du district de Ewo, département de la Cuvette-Ouest en République du Congo, est un poète et écrivain franco-congolais.

## Biographie
Ses origines familiale et ethnique le destinaient à un avenir de Mwènè, c'est-à-dire de chef traditionnel tégué. Il passe toute son enfance dans son village natal, élevé par ses mère et tantes, « Ces femmes nées sous le règne de la nécessité », écrira-t-il plus tard dans Énigmes, l'un des titres de son premier recueil.
À l'adolescence, il découvre la capitale de son pays et fréquente le lycée de Brazzaville. Puis il s'est retrouvé à Bordeaux, envoyé par l'État congolais, pour y faire des études universitaires de médecine. Il obtient la nationalité française en 1998, et reçoit la médaille de Citoyen d'honneur de la ville de Bordeaux en 2015.
Etudiant engagé, il écrit et milite dans de nombreuses associations culturelles et fonde avec ses compatriotes Simon Le Bos et Jean-Claude Mounkala la première association culturelle des Congolais de Bordeaux. À la même époque, il est membre du Groupement étudiant national d'enseignement aux personnes incarcérées (GENEPI), qui dispense des cours dans les prisons et il adhère au syndicat étudiant, l'UNEF.
Il parvient à publier régulièrement dans des revues de poésie mais c'est sa rencontre avec les écrivains et poètes occitans (Bernard Manciet, Cristian Rapin, Joan-Peire Tardiu) qui se révèlera déterminante pour la suite de son cheminement poétique.
Son premier recueil de poésie Cycle d'un ciel bleu paraît en 1996 et reçoit d'emblée le prix Pey de Garros. À partir de Second poème paru en 1998, l'écriture du poète se précise dans sa singularité et se tourne résolument vers la terre natale évoquée, invoquée, psalmodiée avec obstination et revendiquée comme source primordiale du souffle qui nourrit le poète, mais aussi l'homme dans sa traversée de l'existence.
Gabriel « Mwènè » Okoundji est considéré comme une figure majeure de la nouvelle génération de poètes africains et de poètes francophones. Il est présent dans l'anthologie Poésie de langue française, 144 poètes d'aujourd'hui autour du monde (éditions Seghers, 2009), dans l'Année poétique 2009 (éditions Seghers, 2009), ainsi que dans Poésie de langue française, 30 poètes d'aujourd'hui autour du monde, poèmes audio sur CD (éditions Sous la Lime, 2009). Ses ouvrages sont traduits, notamment en espagnol, anglais, finnois, occitan, italien.
La quête singulière de Gabriel « Mwènè » Okoundji se situe à mi-chemin entre la poésie onirique, cosmique, et la pensée philosophique. Elle se veut avant tout une interprétation lucide des échos de la voix de la conteuse Ampili, l'inspirée du fleuve Alima et du souffle majestueux de Pampou, le mage des terres appelées Mpana. Ce sont ces deux maîtres donc, qui ont patiemment initié le poète à observer sur les sentiers de l'émotion humaine, une parole dans ce qu'elle révèle de signe, de symbole, et de lumière, loin des bruits du monde.
Gabriel « Mwènè » Okoundji exerce à Bordeaux les fonctions de Psychologue clinicien des hôpitaux. Il est nommé en 2020 Conseiller culturel auprès de la Direction Générale, après avoir été Délégué à la culture en matière de Culture et Santé (2011-2019). Il est par ailleurs Clinicien intervenant au sein de l'Association Les Cygnes de vie (Gironde), et a été chargé d’enseignement à l'université de Bordeaux, et à l'université Michel-de-Montaigne Bordeaux III.

## Œuvres
- L'âme blessée d'un éléphant noir, suivi de Stèles du point du jour, éditions Gallimard, 2025
- Apprendre à donner, Apprendre à recevoir, Aprender a dar, aprender a recibir, version bilingue français-espagnole, éditions Nouvelles Traces, 2025
- Univers Perrens, l'hôpital vu par ses professionnels (coord), Editions Nouvelles Traces, 2023
- Il y a la terre, il y a le ciel, Sur les peintures de S. Basteau, éditions Fédérop, 2019
- Ne rien perdre, ne rien oublier, éditions Fédérop, 2017
- De l'identité culturelle congolaise, éditions Cana, 2017
- Semillas de errancia, traduit à l'espagnol par Leandro Calle, préface de Charles Dujour Bosquet, Babel Editorial, 2016
- Comme une soif d'être homme, encore, éditions Fédérop, 2015
- Chants de la graine semée, éditions Fédérop, 2014
- Apprendre à donner, apprendre à recevoir; lettre à Jacques Chevrier, éditions William Blake & Co, 2013
- Terres d'Afrique, anthologie de poésie contemporaine, éditions Ndzé, 2011
- Stèles du point du jour ; Dialogues d'Ampili et Pampou, éditions William Blake and C0 édit., 2011
- La mort ne prendra pas le nom d'Haïti, éditions Ndzé, 2010
- Au matin de la parole, éditions Fédérop, 2009 ; Réédition : éditions Apic, Alger, 2013
- Prière aux Ancêtres, texte bilingue français/occitan, traduit par Joan Peire Tardiu, éditions Fédérop, 2008 - (Prix Poésyvelines 2008)
- Souffle de l'horizon tégué, destinée d'une parole humaine, poèmes audio sur CD, AFAC, 2008. Réalisation artistique Michel Triboy- (Prix Coup de Cœur 2008 de l'Académie Charles Cros)
- Bono, le guetteur de signes, éditions Elytis, 2005
- Vent fou me frappe, éditions Fédérop, 2003, deuxième édition 2010
- L'Âme blessée d'un éléphant noir, éditions William Blake and C0 édit., 2002, deuxième édition 2010
- Gnia, (ma moni mè), texte bilingue français/occitan, traduit par Joan Peire Tardiu, éditions Cahiers de Poésie Verte, 2001
- Palabres autour des paroles de Sory Camara, Presses universitaires de Bordeaux, 1999
- Second poème, éditions L'Harmattan, 1998
- Cycle d'un ciel bleu, éditions l'Harmattan, 1996 (Prix Pey de Garros 1996).

### Ouvrages d'art
- Mots Totems, Éditions Galerie du Bourdaric, coll. "Polyphonie", Vol. 2, tirage 32 exemplaires, mai 2015
- Lettre à Jacques, Éditions Galerie du Bourdaric, Coll. "D'un jardin à l'autre", tirage 30 exemplaires, mars 2015.

### Collectifs
- Du Feu que nous sommes. Collectif / Anthologie poétique. Abordo Éditions, 2019
- Osez Bordeaux, éditions Elytis, 2013
- L'Atlas des Utopies, Hors-série Le Monde-La Vie, 2012
- Vivre C'est Résister, éditions La Pensée sauvage, 2010
- Lumières du Sud Ouest, Roland Barthes et 50 écrivains se racontent, Le Festin, 2009  (ISBN 978-2-9152629-9-5)

## Distinctions

### Récompenses
- Prix International de Poésie Benjamin Fondane, Paris 2016, pour l'ensemble de son œuvre.
- Prix International de Poésie Antonio Viccaro, Canada, 2015, pour l'ensemble de son œuvre.
- Grand Prix des Arts et des Lettres de la République du Congo, 2015, pour l'ensemble de son œuvre.
- Prix Mokanda 2014, pour l'ensemble de son œuvre.
- Prix Léopold Sédar Senghor de poésie 2014 du Cénacle Européen Francophone, pour l'ensemble de son œuvre
- Prix spécial Poésie de l'Académie des Sciences, Belles-Lettres et Arts de Bordeaux 2011 pour l'ensemble de son œuvre
- Grand prix littéraire d'Afrique noire 2010 pour l'ensemble de son œuvre[4].
- Prix de Poésie contemporaine PoésYvelines 2008 du Conseil général des Yvelines  pour Prière aux Ancêtres
- Prix Coup de Cœur 2008 de l'Académie Charles-Cros pour Souffle de l'Horizon Tégué, Destinée d'une parole humaine
- Prix Pey de Garros 1996 pour Cycle d'un ciel bleu

### Décorations
- Officier de l'ordre des Arts et des Lettres Gabriel Okoundji a été élevé au grade d’officier  par l’arrêté du 31 août 2018[5].
- Maître ès jeux de l'Académie des Jeux floraux depuis le 4 mai 2023.